# 李鎬 (隆慶進士)
李鎬（1535年—？），字子京，直隸真定府真定縣人，軍籍，明朝政治人物。

## 生平
嘉靖四十三年（1564年）甲子科順天府鄉試第三十二名舉人。隆慶二年（1568年）中式戊辰科會試第一百七十二名，三甲第七十四名進士。授山东章丘县知县。

## 家族
曾祖李昇，縣主簿；祖父李天卉；父李承芳，母張氏。具庆下。兄李鑑。